# Ahmed Al Mansoori
Ahmed Yusuf Al Mansoori, nascido em 8 de janeiro de 1990, é um corredor ciclista Emirati.

## Palmarés em estrada
- 2010
  -  Campeão dos Emirados Árabes Unidos do contrarrelógio juniores
- 2014
  -  Medalhista de ouro do contrarrelógio por equipas ao campeonato árabe dos clubes (com Badr Mirza, Eugen Wacker e Yousif Mirza)
  - 2.º do campeonato dos Emirados Árabes Unidos do contrarrelógio
- 2016
  - 2.º do campeonato dos Emirados Árabes Unidos do contrarrelógio
  - 2.º do campeonato dos Emirados Árabes Unidos em estrada
- 2017
  - 3.º do campeonato dos Emirados Árabes Unidos em estrada
- 2018
  - 3.º do campeonato dos Emirados Árabes Unidos em estrada

## Classificações mundiais
| Ano             | 2018   | 2019  |
| UCI Africa Tour | 249.º. | 142.º |